# 몬스터: 어둠 속의 살인
《몬스터: 어둠 속의 살인》(영어: Monstrous)은 2020년 공개한 미국의 공포, 스릴러 영화이다.

## 캐스팅

### 주연
- 애나 쉴즈 : 실비아 역
- 레이첼 피닝거 : 알렉스 역
- 그랜트 슈마허 : 제이미 역
- 해나 맥케크니 : 몰리 역

### 조연
- 캐서린 다다리오 : 헤일리 역